# Liste des résolutions du Conseil de sécurité des Nations unies sur la Syrie
Cet article dresse une liste des résolutions du Conseil de sécurité des Nations unies concernant la Syrie .

## Syrie
En forme longue la République arabe syrienne, en arabe Sūriyyah, سوريا et Al-Jumhūriyyah al-‘Arabīyyah as-Sūriyyah, الجمهورية العربية السورية
La Syrie est un des membres fondateurs de l'organisation des Nations unies.

### Années 1940
- Résolution 53 : la question de la Palestine (adoptée le 7 juillet 1948).
- Résolution 54 : la question de la Palestine (adoptée le 15 juillet 1948).
- Résolution 56 : la question de la Palestine (adoptée le 19 août 1948).
- Résolution 59 : la question de la Palestine (adoptée le 19 octobre 1948).
- Résolution 60 : la question de la Palestine (adoptée le 29 octobre 1948).
- Résolution 61 : la question de la Palestine (adoptée le 4 novembre 1948).
- Résolution 62 : la question de la Palestine (adoptée le 16 novembre 1948).
- Résolution 66 : la question de la Palestine (adoptée le 29 décembre 1948).

### Années 1960
- Résolution 171 : la question de la Palestine (adoptée le 9 avril 1962 lors de la 1006e séance).
- Résolution 235 : cessez-le-feu entre Israël et la Syrie (adoptée le 9 juin 1967).
- Résolution 236 : violation du cessez-le-feu au Moyen-Orient (adoptée le 11 juin 1967).
- Résolution 240 : violation du cessez-le-feu au Moyen-Orient (adoptée le 25 octobre 1967).

### Années 1970
- Résolution 317 : personnel militaire syrien et libanais (adoptée le 21 juillet 1972).
- Résolution 338 : réaffirme la validité de la Résolution 242 et appelle à un cessez-le-feu dans la guerre du Kippour et à des négociations en vue « d’instaurer une paix juste et durable au Moyen-Orient », (adoptée le 22 octobre 1973 lors de la 1 747e séance).
- Résolution 350 : Israël-République arabe syrienne (adoptée le 31 mai 1974).
- Résolution 363 : Israël-République arabe syrienne (adoptée le 29 novembre 1974).
- Résolution 369 : Israël-République arabe syrienne (adoptée le 28 mai 1975).
- Résolution 381 : Israël-République arabe syrienne (adoptée le 30 novembre 1975).
- Résolution 390 : Israël-République arabe syrienne (adoptée le 28 mai 1976).
- Résolution 398 : Israël-République arabe syrienne (adoptée le 30 novembre 1976).
- Résolution 408 : Israël-République arabe syrienne (adoptée le 26 mai 1977).
- Résolution 420 : Israël-République arabe syrienne (adoptée le 30 novembre 1977).
- Résolution 429 : Israël-République arabe syrienne (adoptée le 31 mai 1978).
- Résolution 441 : Israël-République arabe syrienne (adoptée le 30 novembre 1978).
- Résolution 449 : Israël-République arabe syrienne (adoptée le 30 mai 1979).
- Résolution 456 : Israël-République arabe syrienne (adoptée le 30 novembre 1979).
- Résolution 459 : Israël-Liban (adoptée le 19 décembre 1979).

### Années 1980
- Résolution 470 : Israël-République arabe syrienne (adoptée le 30 mai 1980).
- Résolution 481 : Israël-République arabe syrienne (adoptée le 26 novembre 1980).
- Résolution 485 : Israël-République arabe syrienne (adoptée le 22 mai 1981).
- Résolution 493 : Israël-République arabe syrienne (adoptée le 23 novembre 1981).
- Résolution 497 : Israël-République arabe syrienne (adoptée le 17 décembre 1981).
- Résolution 498 : Israël-Liban (adoptée le 18 décembre 1981).
- Résolution 506 : Israël-République arabe syrienne (adoptée le 26 mai 1982).
- Résolution 524 : Israël-République arabe syrienne (adoptée le 29 novembre 1982).
- Résolution 531 : Israël-République arabe syrienne (adoptée le 26 mai 1983).
- Résolution 543 : Israël-République arabe syrienne (adoptée le 29 novembre 1983).
- Résolution 551 : Israël-République arabe syrienne (adoptée le 30 mai 1984).
- Résolution 563 : Israël-République arabe syrienne (adoptée le 21 mai 1985).
- Résolution 576 : Israël-République arabe syrienne (adoptée le 21 novembre 1985).
- Résolution 584 : Israël-République arabe syrienne (adoptée le 29 mai 1986).
- Résolution 596 : Israël-République arabe syrienne (adoptée le 29 mai 1987).
- Résolution 603 : Israël-République arabe syrienne (adoptée le 25 novembre 1987).
- Résolution 613 : Israël et la République arabe syrienne (adoptée le 31 mai 1988).
- Résolution 624 : Israël et la République arabe syrienne (adoptée le 30 novembre 1988).
- Résolution 633 : Israël-République arabe syrienne (adoptée le 30 mai 1989).
- Résolution 645 : Israël-République arabe syrienne (adoptée le 29 novembre 1989).

### Années 1990
- Résolution 655 : Israël et la République arabe syrienne (adoptée le 31 mai 1990).
- Résolution 679 : Israël et la République arabe syrienne (adoptée le 30 novembre 1990).
- Résolution 722 : Israël-République arabe syrienne (adoptée le 29 novembre 1991).
- Résolution 756 : Israël et la République arabe syrienne (adoptée le 29 mai 1992).
- Résolution 790 : Israël et la République arabe syrienne (adoptée le 25 novembre 1992).
- Résolution 830 : Israël-République arabe syrienne (adoptée le 26 mai 1993).
- Résolution 887 : Israël-République arabe syrienne (adoptée le 29 novembre 1993).
- Résolution 921 : situation au Moyen-Orient (FNUOD).
- Résolution 962 : situation au Moyen-Orient (prorogation FNUOD)
- Résolution 996 : la situation au Moyen-Orient (prorogation de la FNUOD jusqu’au 30 novembre 1995)
- Résolution 1024 : la situation au Moyen-Orient (prorogation de la FNUOD jusqu’au 31 mai 1996)
- Résolution 1057 : la situation au Moyen-Orient
- Résolution 1057 : la situation au Moyen-Orient
- Résolution 1109 : situation au Moyen-Orient.
- Résolution 1139 : situation au Moyen-Orient.
- Résolution 1169 : la situation au Moyen-Orient.
- Résolution 1211 : la situation au Moyen-Orient.
- Résolution 1243 : la situation au Moyen-Orient
- Résolution 1276 : la situation au Moyen-Orient.

### Années 2000
- Résolution 1328 : situation au Moyen-Orient.
- Résolution 1488 : la situation au Moyen-Orient.
- Résolution 1550 : la situation au Moyen-Orient.
- Résolution 1648 : la situation au Moyen-Orient.
- Résolution 1848 : la situation au Moyen-Orient.

### Années 2010
- Résolution 2042 : la situation au Moyen-Orient (adoptée le 14 avril 2012).
- Résolution 2043 : la situation au Moyen-Orient (adoptée le 21 avril 2012).
- Résolution 2052 : la situation au Moyen-Orient (adoptée le 27 juin 2012).
- Résolution 2059 : la situation au Moyen-Orient (adoptée le 25 juillet 2012).
- Résolution 2084 : la situation au Moyen-Orient (adoptée le 19 décembre 2012 lors de la 6893e séance).
- Résolution 2108 : la situation au Moyen-Orient (adoptée le 27 juin 2013 lors de la 6991e séance).
- Résolution 2118 : la situation au Moyen-Orient (adoptée le 27 septembre 2013 lors de la 7038e séance).
- Résolution 2131 : la situation au Moyen-Orient, adoptée le 18 décembre 2013 lors de la 7089e séance).
- Résolution 2139 : la situation au Moyen-Orient (adoptée le 22 février 2014 lors de la 7116e séance).
- Résolution 2163 : la situation au Moyen-Orient (adoptée le 25 juin 2014 lors de la 7209e séance).
- Résolution 2165 : la situation au Moyen-Orient (adoptée le 14 juillet 2014 lors de la 7216e séance).
- Résolution 2191 : la situation au Moyen-Orient (adoptée le 17 décembre 2014 lors de la 7344e séance).
- Résolution 2192 : la situation au Moyen-Orient (adoptée le 18 décembre 2014 lors de la 7346e séance).
- Résolution 2209 : la situation au Moyen-Orient (Syrie) (adoptée le 6 mars 2015).
- Résolution 2229 : la situation au Moyen-Orient (FNUOD) (adoptée le 29 juin 2015).
- Résolution 2235 : la situation au Moyen-Orient (Syrie) (adoptée le 7 août 2015).
- Résolution 2254 : la situation au Moyen-Orient (Syrie) (adoptée le 18 décembre 2015).
- Résolution 2257 : la situation au Moyen-Orient (FNOUD) (adoptée le 22 décembre 2015).
- Résolution 2258 : la situation au Moyen-Orient (Syrie) (adoptée le 22 décembre 2015).
- Résolution 2268 : la situation au Moyen-Orient (Syrie) (adoptée le 28 février 2016).
- Résolution 2294 : la situation au Moyen-Orient (FNUOD) (adoptée le 29 juin 2016).
- Résolution 2314 : la situation au Moyen-Orient (Syrie) (adoptée le 31 octobre 2016).
- Résolution 2319 : la situation au Moyen-Orient (Syrie) (adoptée le 17 novembre 2016).
- Résolution 2328 : la situation au Moyen-Orient (Syrie) (adoptée le 19 décembre 2016).
- Résolution 2332 : la situation au Moyen-Orient (Syrie) (adoptée le 21 décembre 2016).
- Résolution 2336 : la situation au Moyen-Orient (Syrie) (adoptée le 31 décembre 2016).
- Résolution 2361 : la situation au Moyen-Orient (adoptée le 29 juin 2017)
- Résolution 2393 : la situation au Moyen-Orient (adoptée le 19 décembre 2017)
- Résolution 2394 : la situation au Moyen-Orient (adoptée le 21 décembre 2017)
- Résolution 2401 : la situation au Moyen-Orient (adoptée le 24 février 2018)
- Résolution 2426 : la situation au Moyen-Orient (adoptée le 29 juin 2018)
- Résolution 2449 : la situation au Moyen-Orient (adoptée le 13 décembre 2018)
- Résolution 2450 : la situation au Moyen-Orient (adoptée le 21 décembre 2018)
- Résolution 2477 : la situation au Moyen-Orient (adoptée le 26 juin 2019)
- Résolution 2503 : la situation au Moyen-Orient (adoptée le 19 décembre 2019)

### Années 2020
- Résolution 2504 : la situation au Moyen-Orient (adoptée le 10 janvier 2020)
- Résolution 2530 : la situation au Moyen-Orient (adoptée le 29 juin 2020)
- Résolution 2533 : la situation au Moyen-Orient (adoptée le 11 juillet 2020)
- Résolution 2555 : la situation au Moyen-Orient. Lettre du président du Conseil sur le résultat du vote (S/2020/1252) et les détails du vote (S/2020/1263) (adoptée le 18 décembre 2020)
- Résolution 2581 : la situation au Moyen-Orient (adoptée le 29 juin 2021)
- Résolution 2585 : la situation au Moyen-Orient (adoptée le 8 juillet 2021)
- Résolution 2639 : Force des Nations unies chargée d'observer le désengagement (adoptée le 27 juin 2022)
- Résolution 2642 : la situation au Moyen-Orient (adoptée le 12 juillet 2022)
- Résolution 2671 : la situation au Moyen-Orient (FNUOD) (adoptée le 21 décembre 2022)
- Résolution 2672 : la situation au Moyen-Orient (adoptée le 9 janvier 2023)
- Résolution 2689 : La situation au Moyen-Orient (FNUOD) (adoptée le 29 juin 2023)
- Résolution 2708 : La situation au Moyen-Orient (FNUOD) (adoptée le 21 décembre 2023)